# Косовка (Березовский район)
Косовка (укр. Косівка) — село, относится к Березовскому району Одесской области Украины.
Население по переписи 2001 года составляло 93 человека. Почтовый индекс — 67351. Телефонный код — 4856. Занимает площадь 1,268 км². Код КОАТУУ — 5121285111.

## Местный совет
67351, Одесская обл., Березовский р-н, с. Степановка, ул. Котовского, 16